# Dallas Roberts
Dallas Mark Roberts (Houston, 10 maggio 1970) è un attore statunitense.

## Biografia
Nato in Texas, dopo essersi diplomato alla Juilliard School inizia a lavorare in diverse produzioni teatrali Off-Broadway. Ha preso parte alla commedia di Lanford Wilson Burn This, al fianco di Edward Norton e Catherine Keener, ha debuttato a Broadway nella rivisitazione de Lo zoo di vetro di Tennessee Williams, recitando al fianco di Jessica Lange e Josh Lucas; in seguito fu sostituito da Christian Slater. Al cinema, ha recitato al fianco di Colin Farrell e Robin Wright Penn nel film Una casa alla fine del mondo, adattamento cinematografico dell'omonimo romanzo di Michael Cunningham. Nel 2005 ha un ruolo di supporto in Quando l'amore brucia l'anima - Walk the Line, successivamente prende parte ai film La scandalosa vita di Bettie Page, Winter Passing e Flicka - Uno spirito libero.
Tra il 2006 e il 2007 interpreta il ruolo regolare di Angus Partridge nella serie televisiva The L Word. Nel 2007 partecipa al thriller psicologico Joshua e al western Quel treno per Yuma. Dal 2012 al 2013 partecipa alla terza stagione della serie televisiva The Walking Dead nel ruolo dello scienziato Milton Mamet. Dal 2015 al 2016 ha interpretato il ruolo del dottore Gregory William "Greg" Yates in entrambe le serie televisive Law & Order - Unità vittime speciali e Chicago P.D., partecipando ai crossover tra le due serie poliziesche.

## Filmografia

### Cinema
- Una casa alla fine del mondo (A Home at the End of the World), regia di Michael Mayer (2004)
- Quando l'amore brucia l'anima - Walk the Line (Walk the Line), regia di James Mangold (2005)
- Winter Passing, regia di Adam Rapp (2005)
- La scandalosa vita di Bettie Page (The Notorious Bettie Page), regia di Mary Harron (2005)
- Sisters, regia di Douglas Buck (2006)
- Flicka - Uno spirito libero (Flicka), regia di Michael Mayer (2006)
- Joshua, regia di George Ratliff (2007)
- Quel treno per Yuma (3:10 to Yuma), regia di James Mangold (2007)
- Ingenious, regia di Jeff Balsmeyer (2009)
- Il fiume delle verità (The River Why), regia di Matthew Leutwyler (2010)
- The Grey, regia di Joe Carnahan (2011)
- The Factory - Lotta contro il tempo (The Factory), regia di Morgan O'Neill (2012)
- Dallas Buyers Club, regia di Jean-Marc Vallée (2013)
- All the Birds Have Flown South, regia di Joshua H. Miller e Miles B. Miller (2016)
- Mayhem, regia di Joe Lynch (2017)
- Motherless Brooklyn - I segreti di una città (Motherless Brooklyn), regia di Edward Norton (2019)
- Glass Onion: Knives Out (Glass Onion: A Knives Out Mystery), regia di Rian Johnson (2022)

### Televisione
- New York Undercover – serie TV, episodio 1x04 (1994)
- Law & Order - I due volti della giustizia (Law & Order) – serie TV, episodi 5x11-11x16-19x09 (1995-2009)
- Law & Order - Unità vittime speciali (Law & Order: Special Victims Unit) – serie TV, 5 episodi (2004, 2015-2016)
- The L Word – serie TV, 24 episodi (2006-2009)
- Law & Order: Criminal Intent – serie TV, episodio 9x06 (2010)
- Rubicon – serie TV, 13 episodi (2010)
- The Good Wife – serie TV, 14 episodi (2010-2014, 2016)
- Elementary – serie TV, episodio 1x01 (2012)
- The Walking Dead – serie TV, 10 episodi (2012-2013)
- Unforgettable – serie TV, 28 episodi (2013-2015)
- Evil Men, regia Gary Fleder – film TV (2015)
- Chicago P.D. – serie TV, ep. 2x20, 3x14 (2015-2016)
- American Crime – serie TV, 6 episodi (2017)
- FBI – serie TV, episodio 1x01 (2018)
- Insatiable – serie TV, 22 episodi (2018-2019)
- Dolly Parton: Le corde del cuore (Dolly Parton's Heartstrings) – serie TV, episodio 1x01 (2019)
- American Rust - Ruggine americana (American Rust) – serie TV, 6 episodi (2021)
- Monsters: la storia di Lyle ed Erik Menendez (Monsters: The Lyle and Erik Menendez Story) - miniserie TV (2024)

## Doppiatori italiani
Nelle versioni in italiano delle opere in cui ha recitato, Dallas Roberts è stato doppiato da:
- Alessandro Quarta in The Good Wife, Elementary, American Rust - Ruggine americana
- Franco Mannella in Law & Order - Unità vittime speciali (st. 16-17), Chicago P.D., Glass Onion: Knives Out
- Stefano Crescentini in Una casa alla fine del mondo, Joshua
- Francesco De Francesco in Unforgettable, American Crime
- Marco Baroni in Quando l'amore brucia l'anima - Walk the Line
- David Chevalier in Sisters
- Marco Mete in Quel treno per Yuma
- Gabriele Lopez in Ingenious
- Gaetano Varcasia ne Il fiume delle verità
- Alberto Angrisano in Law & Order - Unità vittime speciali (st. 6)
- Luigi Rosa in Law & Order: Criminal Intent
- Stefano Benassi in Rubicon
- Edoardo Stoppacciaro in The Grey
- Christian Iansante in The Factory - Lotta contro il tempo
- Fabrizio Manfredi in The Walking Dead
- Fabrizio Russotto in Dallas Buyers Club
- Gabriele Sabatini in Insatiable
- Francesco Bulckaen in FBI
- Riccardo Scarafoni in Motherless Brooklyn - I segreti di una città
- Francesco Prando in Dolly Parton: Le corde del cuore
- Massimo De Ambrosis in Monsters: la storia di Lyle ed Erik Menendez